# Серне ле Рем
Серне ле Рем (фр. Cernay-lès-Reims) је насељено место у Француској у региону Шампањ-Арден, у департману Марна.
По подацима из 2011. године у општини је живело 1298 становника, а густина насељености је износила 78,71 становника/km².

## Демографија
| 1962. | 1968. | 1975. | 1982. | 1990. | 2011. |
| ----- | ----- | ----- | ----- | ----- | ----- |
| 684   | 947   | 1.002 | 1.160 | 1.152 | 1.298 |